# Heinrich Carl Goedecke
Heinrich Carl Goedecke (* 12. Januar 1761 auf Schloss Oranienstein bei Diez; † 13. Oktober 1820 ebenda) war ein deutscher Landwirt und Mitglied des Nassauischen Landtags.

## Leben
Heinrich Carl Goedecke bewirtschaftete das elterliche Gut und entschied sich für eine Laufbahn in der Herzoglich Nassauischen Armee, wo er zuletzt Obristlieutenant und Kommandeur einer Landsturmeinheit war.
1818 erhielt er aus der Gruppe der Grundbesitzer aus dem Wahlkreis Weilburg ein Mandat für die Deputiertenkammer (2. Kammer) der Landstände des Herzogtums Nassau. Dort hatte er einen Sitz in den Ausschüssen für die Prüfung des Militäretats und des Etats der direkten Steuern.
Anfang des Jahres 1818 hatte Herzog Wilhelm I. zu den ersten Wahlen in seinem Land aufgerufen. Wahlberechtigt waren 39 Adlige, 1448 bürgerliche Großgrundbesitzer und 128 wohlhabende Stadtbewohner. Das passive Wahlrecht besaßen nur 265 Personen.
Goedecke übte sein Mandat bis zu seinem Tode im Jahr 1820 aus.
Carl von Ibell folgte ihm im Amt. 

## Familie
Er war der Sohn des Landrentmeisters Johannes Jacob Goedecke (1724–1788) und dessen Ehefrau Friederike Pauline Kolbe (1734–1803).
Am 2. November 1781 heiratete er in Diez Maria Alexandra Pagenstecher (1764–1820, Tochter des nassauischen Rats Philipp Gerhard Otto Cornelius Pagenstecher und der Anna Margaretha Baron). 
Aus der Ehe gingen der Sohn Philipp Friedrich (1787–1877), Vater des Abgeordneten Albert von Goedecke) und die Töchter Charlotte Wilhelmine (1791–1863, ⚭ Karl Lotichius und Maria Wilhelmine (* 1894, ⚭ Adolph Raht) hervor.